# سرتنگ بیجار
سرتنگ بیجار، روستایی در دهستان بولی بخش بولی شهرستان چوار در استان ایلام ایران است.

## جمعیت
بر پایه سرشماری عمومی نفوس و مسکن در سال ۱۳۹۵، جمعیت این روستا برابر با ۲۷ نفر (۹ خانوار) بوده‌است.